# فینلی برنان
فینلی برنان (انگلیسی: Finlay Brennan؛ زادهٔ ۲۰ نوامبر ۲۰۰۱) بازیکن فوتبال است.
از باشگاه‌هایی که در آن بازی کرده‌است می‌توان به باشگاه فوتبال میلتون کینز دونز اشاره کرد.